# Прапор Люботина
Пра́пор Люботина́ затверджено 30 вересня 2008 року рішенням XL сесії V скликання Люботинської міської ради.

## Опис прапора
Прапор являє собою прямокутне полотнище малинового кольору з гербом міста посередині. Висота герба дорівнює ½ ширині прапора. Співвідношення ширини до довжини — 2:3. Прапор міста двосторонній.